# Igreja Presbiteriana Unida do Paquistão
A Igreja Presbiteriana Unida do Paquistão é a segunda maior denominação presbiteriana, reformada é a terceira maior denominação protestante no Paquistão. Foi formada em 1968, por igrejas que se separaram da Igreja Presbiteriana Unida do Paquistão (1855-1993).

## História
Em 1855 a Missão Presbiteriana Unida dos Estados Unidos abriu trabalho em Lahore tendo como missionário Andrew Gordon; dois anos depois, ele estabeleceu uma estação de missão em Sialkot, onde foi acompanhado por outros missionários. Foram abertas escolas e um orfanato pelo grupo missionário. Em 1859 o Presbitério de Sialkot foi formado.
As "Convenções de Sialkot", promovidas pela igreja, foram realizadas desde 1904 e são reconhecidas como fundamentais para o fortalecimento e divulgação da fé cristã no Paquistão. Os Salmos usados na Convenção Sialkot Hymnbookwith, além de hinos em Punjabi e Urdu como músicas indianas são amplamente utilizado em todas as igrejas protestantes no país.
A igreja cresceu, e outros presbitérios foram estabelecidos. Em 1893 o Sínodo do Punjab (SP) foi formada como um dos sínodos da Igreja Presbiteriana Unida da América do Norte. 
O SP fundou o seminário de Gujiranwala, que tornou-se um seminário unido em 1954, que passou a servir para a formação de ministros de várias denominações protestante no Paquistão tais como a Igreja do Paquistão e  Igreja Presbiteriana Reformada Associada (Paquistão).
O mesmo sínodo tornou-se autônomo em 1961 formando a Igreja Presbiteriana Unida do Paquistão (1855-1993). Em 1968, como resultado do movimento de oposição a Teologia liberal de McIntire, parte dos membros se separaram e fundaram outra denominação com o mesmo nome "Igreja Presbiteriana Unida do Paquistão" (IPUP).
Em 18 de novembro de 1993, a primeira Igreja Presbiteriana Unida do Paquistão (1855-1993) e o Conselho de Igrejas de Lahore (que à época era vinculado à Igreja do Paquistão) se uniram novamente e formaram a atual Igreja Presbiteriana do Paquistão (IPP).
Sendo assim, apenas a denominação dissidente, formada em 1968, continuou a usar o nome "Igreja Presbiteriana Unida do Paquistão".

## Relações Intereclesiásticas
A denominação é membro da Fraternidade Reformada Mundial.
A IPUP participa da Sociedade de Igrejas Cristãs Bíblicas do Paquistão e administra, em conjunto com a Igreja Anglicana Ortodoxa do Paquistão, um seminário para formação de pastores.